# Dolní Lhota (ort i Tjeckien, lat 49,84, long 18,09)
Dolní Lhota är en ort i Tjeckien. Den ligger i den östra delen av landet, 260 km öster om huvudstaden Prag. Dolní Lhota ligger 303 meter över havet och antalet invånare är 1 308.
Terrängen runt Dolní Lhota är huvudsakligen platt, men åt nordväst är den kuperad. Terrängen runt Dolní Lhota sluttar österut. Runt Dolní Lhota är det ganska tätbefolkat, med 124 invånare per kvadratkilometer. Närmaste större samhälle är Ostrava, 13,6 km öster om Dolní Lhota. Trakten runt Dolní Lhota består till största delen av jordbruksmark.